# Fàbrica del Clot d'en Daina
La fàbrica del Clot d'en Daina és un edifici d'Olot inclòs a l'Inventari del Patrimoni Arquitectònic de Catalunya.

## Descripció
La fàbrica és a la riba esquerra del Fluvià. És de planta rectangular amb molts cossos afegits i diferents teulats a dues aigües. Presenta dues parts diferenciades: la casa dels amos, de planta rectangular, amb baixos i un pis, obertures emmarcades per estuc, petites decoracions florals estilitzades i boles de ceràmica vidriades verdes i vermelles; i la fàbrica, de la que destaca la torre que corona l'edifici i que dona personalitat al conjunt. És de planta quadrada, teulat a quatre vessants i finestres emmarcades per estuc blanc. Sota la cornisa corre una sanefa amb motius geomètrics, fets amb ceràmica vidriada.

## Història
Durant la segona meitat del segle xix a Olot i comarca es genera un fort nucli industrial localitzat, especialment a les vores del riu Fluvià. Es comptabilitzen més d'una cinquantena de fàbriques de teixits, paper, filats, gèneres de punt, farines, tintoreria, adobs, barretines, foneria i la fabricació típicament olotina d'imatgeria religiosa.